# Como tú no hay dos
Como tú no hay 2 (lit. Como Você Não Há 2) é uma telenovela mexicana produzida por Carlos Bardasano para a Televisa e foi exibida pelo Las Estrellas de 24 de fevereiro a 5 de junho de 2020, substituindo Soltero con hijas e sendo substituída por La mexicana y el güero. É um remake da telenovela chilena Amores de mercado, de 2001.
É protagonizada por Adrián Uribe, Claudia Martín e Estefanía Hinojosa; antagonizada por Ferdinando Valencia, Aylín Mujica e Sergio Reynoso. Tem atuações estelares de Azela Robinson, Alejandro Ávila, María de la Fuente, María Fernanda García, Gerardo Murguía e Lorena Graniewicz.

## Enredo
A série gira em torno de Toño (Adrián Uribe), que descobre que tem um irmão gêmeo chamado Ricardo (Adrián Uribe), um homem de classe alta que precisa tomar decisões importantes de uma empresa. Ricardo viverá um amor ao lado de Natalia (Claudia Martín), uma mulher que acredita em casamento. Por sua parte, Toño vive um caso com Fabiana (Estefanía Hinojosa), uma jovem simpática, simples e honesta.

## Elenco
- Adrián Uribe - Antonio "Toño" Cortés Molina / Ricardo Reyes Alonso Méndez
- Claudia Martín - Natalia "Natita" Lira Vargas de Reyes Alonso
- Estefanía Hinojosa - Fabiana Orozco Campos
- Azela Robinson - Luz "Luchita" María Molina
- Ferdinando Valencia - Damián Fuentes Jasso
- Aylín Mujica - Oriana Jasso Murillo
- Alejandro Ávila - Germán Muñoz
- Sergio Reynoso - Félix "El Balacao" Cortés
- María de la Fuente - Charlotte Burgos
- María Fernanda García - Amelia "La Pastora" Campos de Orozco
- Gerardo Murguía - Claudio Reyes Alonso
- Lorena Graniewicz - Renata Cortés Molina
- Leticia Huijara - Sol Morales
- Henry Zakka - Federico "Fede" Mercurio
- Jessica Díaz - Tina Rebolledo
- Juan Pablo Gil - Adán Orozco Campos
- José Carlos Femat - Daniel Silva
- Juana Arias - Valeria "Vale" Fuentes Jasso
- Gema Gaora - Luna Morales
- Gabriela Carrillo - Ivette Altamira
- Carlos Said - Luis Ramírez
- Lucía Silva - Mariana Díaz
- Giovanna Romo - Estrella Morales
- Mayra Rojas - Dora Sánchez
- Héctor Holten - Edgar Orozco
- Ramiro Tomasini - Diego
- Mario Alberto Monroy - Benjamín "Crucita" Cruz
- Cecilia Romo - Doña Remedios
- Cynthia Klitbo - Socorro

## Audiência
| Horário             | # Eps. | Estreia                 | Estreia           | Final               | Final           | Posição | Temporada | Classificação geral |
| Horário             | # Eps. | Data                    | Primeiro capítulo | Data                | Último capítulo | Posição | Temporada | Classificação geral |
| ------------------- | ------ | ----------------------- | ----------------- | ------------------- | --------------- | ------- | --------- | ------------------- |
| Segunda—Sexta 20h30 | 75     | 24 de Fevereiro de 2020 | 4.1               | 05 de Junho de 2020 | 4.0             | #1      | 2020      | 3.02                |